# John C. Calhoun
John Caldwell Calhoun, född 18 mars 1782 i Abbeville i South Carolina, död 31 mars 1850 i Washington D.C., var en amerikansk politiker som tjänstgjorde i flera betydelsefulla befattningar under första hälften av 1800-talet. Han har framför allt gått till historien som en av slaveriets främste försvarare. Calhoun var USA:s sjunde vicepresident (en av två som tjänstgjort som vicepresident för två presidenter, nämligen John Quincy Adams och Andrew Jackson), ledamot av representanthuset 1810–1817, krigsminister 1817–1825, senator för South Carolina, samt utrikesminister 1844–1845.

## Politisk gärning
Calhoun utsågs efter sju år i representanthuset 1817 till USA:s krigsminister av president James Monroe och var krigsminister fram till 1825. Under sin tid som krigsminister grundade Calhoun Indianbyrån. Som sittande krigsminister 1824 hade han tillfrågats om han ville ställa upp som Adams' vicepresidentkandidat, vilket han accepterade. Från 1825 till 1829 tjänstgjorde Calhoun sin första period som USA:s vicepresident och fortsatte sedan utan avbrott under Jackson fram till 1832 då han avgick för att i stället kandidera för en plats i senaten som representant för South Carolina. Han gjorde ett kort återinträde som minister 1844–1845 då han tjänstgjorde som utrikesminister under president John Tyler. Calhoun bidrog även till lösning av tvisten om Oregonterritoriet genom ett traktat 1846 (Oregonfördraget).

## Politiska åsikter

### Delstaternas rättigheter
Calhoun framträdde tidigt som en förespråkare av en restriktiv tolkning av det tionde författningstillägget (se Bill of Rights) och för en utvidgning av delstaternas rättigheter gentemot den federala statsmakten. Han hävdade bland annat att delstaterna skulle ha en absolut vetorätt mot tillämpningen inom sina egna gränser av alla federala lagar som de ansåg strida mot konstitutionen. Detta kallades nullifiering och gick tillbaka på idéer som framförts av Thomas Jefferson och James Madison. Till skillnad från dessa ansåg dock Calhoun att delstaterna hade rätt att utträda ur den federala unionen. Calhouns synsätt i denna fråga gjorde honom till en viktig förebild för de grupper som senare ville bryta ut sydstaterna ut ur unionen.

### Slaveri
Calhoun var en tongivande anhängare av slaveriet. Han hävdade bland annat att slaveriet inte bara var till fördel för slavägaren och samhället i stort utan även för slaven själv eftersom de var oförmögna att styra sig själva. Som senator framstod Calhoun som den ledande slaveriförespråkaren i senaten under 1830- och 1840-talen och intog en omedgörlig, nästan fanatisk, ståndpunkt i frågan. Han motsatte sig hårdnackat alla former av abolitionism och arbetade aktivt för att slaveriet skulle införas även i territorierna. Detta minskade inte hans postuma popularitet i de kretsar som eftersträvade ett Amerikas konfedererade stater.